# Charrey-sur-Saône
Charrey-sur-Saône é uma comuna francesa na região administrativa da Borgonha-Franco-Condado, no departamento de Côte-d'Or. Estende-se por uma área de 5,81 km². Em 2010 a comuna tinha 351 habitantes (densidade: 60,4 hab./km²).